# Bukayo Saka
Bukayo Saka, född 5 september 2001 i Ealing, London, är en engelsk fotbollsspelare. Han spelar huvudsakligen som anfallsspelare/mittfältare till vänster eller höger för Premier League-klubben Arsenal, där han även är vice-kapten. Saka representerar även det engelska herrlandslaget.
Saka växte upp i stadsdelen Ealing i västra London och gick i Greenford High School. Han inledde sin karriär i Arsenals akademi Hale End, där han som nyfylld 17-åring erbjöds ett proffskontrakt och flyttades upp till U23-laget.
Under sin tid som senior i Arsenal har Saka blivit mycket uppskattad av fansen eftersom han har spelat väldigt bra men också för att han är en av de egna från Hale End, Arsenals ungdomsanläggning.

## Klubblag
Bukayo Saka debuterade för Arsenals seniorlag den 29 november 2018 i en Europa League-match mot ukrainska Vorskla Poltava, där han blev inbytt i 68:e minuten mot Aaron Ramsey.
Premier League-debuten kom 1 januari 2019 i 4–1-segern mot Fulham, där han blev inbytt mot Alex Iwobi i 83:e minuten.
Efter att först ha slagit igenom som ytterforward i Arsenals ungdomsakademi  fick Saka under våren 2020 axla rollen som vänsterback, sedan lagets mer seniora spelare Kieran Tierney och Sead Kolasinac varit skadade. I 4–0-segern mot Newcastle 16 februari 2020 utsägs Saka till Man of the Match, sedan han bland stått för en assist till Nicolas Pepes 2–0-mål. Bara några dagar efter att ha skrivit på sitt nya kontrakt gjorde Saka sitt första Premier League-mål, 1–0-målet i 2–0-segern mot Wolverhampton. Såväl säsongen 2020/2021 som 2021/2022 röstades han fram som Säsongens spelare i Arsenal; den förste att få utmärkelsen två år i rad sedan Thierry Henry 2004.
1 juli 2020 skrev han på ett längre seniorkontrakt med Arsenal. Den 23 maj 2023 skrev han på ett till längre kontrakt med klubben.

## Internationellt
Född i England av nigerianska föräldrar har Saka representerat Englands U16, U17, U18 och U19-landslag. Våren 2018 var han med i truppen när England var värdnation för U17-Europamästerskapet i fotboll för herrar 2018 och satte sin straff när England i semifinalen blev utslaget på straffar mot Nederländerna. I september 2018 gjorde han segermålet när Englands U18-lag slog Frankrike på bortaplan. I november samma år debuterade han – och gjorde mål – för Englands U19-lag i en kvalmatch mot Moldavien.
I oktober 2020 togs han för första gången ut till Englands seniorlandslag, och debuterade 8 oktober i 3–0-segern mot Wales. Det första landslagsmålet kom 2 juni 2021 i en vänskapsmatch mot Österrike som England vann med 1–0. I 2021 års EM i fotboll spelade han från start den 22 juni i gruppspelets tredje omgång mot Tjeckien, och utsågs till matchens spelare. I EM-finalen mot Italien 11 juli blev han inbytt i stället för Kieran Trippier. Efter 1–1 vid full tid och förlängning utsågs han att ta den femte straffen – hans första som senior – men straffen räddades av den italienska målvakten Donnarumma, och därmed var Italien mästare.
Saka togs också ut för att representera England vid fotbolls-VM i Qatar 2022. Han startade i första gruppspelsmatchen mot Iran och gjorde två mål i Englands seger med 6–2. I EM 2024 i Tyskland gjorde Saka kvitteringsmålet till 1–1 i kvartsfinalen mot Schweiz och sedan mål i straffsparksläggningen som vanns av England med 5–3. England vann därefter semifinalen mot Nederländerna, men förlorade EM-finalen mot Spanien.

## Meriter
Arsenal
- FA-cupen: 2019/2020[19]
- FA Community Shield: 2020[20], 2023[21]
- UEFA Europa League: finalförlust 2018/2019[22]

England
- EM i fotboll: finalförlust 2021[23]
- EM i fotboll: finalförlust 2024[23]

Individuella
- Årets spelare i England: 2021–2022[2]
- Årets spelare i England: 2022–2023[2]
- Månadens spelare i Premier League: mars 2023[24]
- Årets unga fotbollsspelare i England (PFA) 2022/2023[25]
- PFA Team of The Year 2023
- Säsongens spelare i Arsenal: 2020/2021 [26], 2021–2022[27]
- IHHF:s världslag (U20): 2021[28]